# Рейд на Булонь
Рейд на Булонь (анг. Raids on Boulogne) — неудачная попытка британского флота во главе с вице-адмиралом лордом Горацио Нельсоном уничтожить флотилию французских кораблей, стоявших на якоре в порту Булони, которая, как считалось, могла быть использована для вторжения в Англию.
9 февраля 1801 года в Люневиле между Французской республикой и Габсбургской монархией был подписан мирный договор, и война на континенте прекратилась. Война с Великобританией, несмотря на начало мирных переговоров, продолжалась. В портах Ла-Манша началась подготовка к вторжению в Британию. 12 июля Первый консул Наполеон Бонапарт отдал приказ собрать в Булони девять дивизионов канонерок и такое же количество армейских батальонов. Контр-адмирал Латуш-Тревиль был назначен командующим, и ему было дано указание тренировать войска в стрельбе из орудий, в абордаже, а также в посадке на суда и высадке. Эти приготовления были преувеличены французскими газетами, но фактически, единственная цель Бонапарта заключалась в том, чтобы запугать британское правительство и заставить его принять невыгодные условия мира.
Хотя британская разведка сомневалась, что французское вторжение состоится, были начаты приготовления по противодействию вторжению. От Нельсона, недавно вернувшегося с Балтийского моря, требовалось заблокировать или уничтожить, если это возможно, французские суда и суда в портах, где они могут быть собраны. Вся разведка указывала на Булонь как на главный порт, в котором собирались французские корабли вторжения, поэтому лорд Нельсон взял курс туда.

## Первая атака
Вечером 3 августа флот Нельсона прибыл к порту Булони. Он разместил свои 28 канонерских лодок и пять лодок с мортирами на расстоянии 3 км от порта, вне досягаемости наземных батарей французской армии над Булонью. В 5 часов утра следующего дня мортирные лодки были поставлены впереди остальной эскадры, и атака началась, хотя Нельсон понимал, что дальняя морская бомбардировка вряд ли будет решающей.
Пять мортирных лодок обстреливали французскую флотилию, пришвартованную перед Булонью, в течение 16 часов, сделав от 750 до 848 выстрелов. Французские войска не смогли ответить на британский огонь из-за плохого состояния пороха. В результате этого Латуш-Тревиль подумал о том, чтобы двинуться на британские корабли, чтобы взять их на абордаж, но в конце концов отказался от этого плана из-за плохой конструкции своих канонерских лодок.
Наконец Нельсон, увидев, что обстрел нанес лишь незначительные повреждения, вернулся в Англию. В результате обстрела затонули только две французские канонерские лодки. Британцы потеряли 4 или 5 человек и две канонерские лодки, одна из которых взорвалась при разрыве мортиры. После этой первой атаки Нельсон понял, что французская флотилия не представляет серьезной опасности.

## Вторая атака
Первая атака и подготовка ко второй вдоль побережья Кента насторожили французов. Адмирал Латуш-Тревиль укрепил свои корабли тремя батальонами солдат, а также сетями, чтобы предотвратить абордаж. В свою очередь, Нельсон решил начать внезапную ночную атаку. С этой целью он организовал четыре дивизиона катеров, а также дивизион мортирных катеров. чтобы попытаться увести французскую флотилию.
Около 11 ч. 30 м ночи четыре дивизиона, связанные вместе, переправившиеся через Ла-Манш, в полном порядке отчалили от Медузы, но потеряли связь друг с другом из-за темноты безлунной ночи. Приливное течение и полуприлив еще больше разделили их, в результате чего один дивизион прошёл мимо французских кораблей и не участвовал в боевых действиях. Остальные три дивизиона атаковали разные части французской линии обороны по отдельности и в разное время.
Первый дивизион, подойдя к берегу, был унесен течением восточнее Булонской бухты. Капитан Сомервилль, найдя невозможным нападение на французские суда в установленном порядке, приказал остальным лодкам оттолкнуться друг от друга, чтобы легче двигаться. Незадолго до рассвета следующего дня некоторые из его передовых лодок атаковали французский бриг у пристани Булони и попытались увести его, но он был пришвартован цепями, которые нельзя было разрезать. Французский шквальный огонь из мушкетов и картечи с береговых батарей, а также с кораблей, вынудили силы Сомервилля отступить, оставив свой приз.